# 杉本繁郎
杉本 繁郎（すぎもと しげお、1959年6月14日 - ）は、オウム真理教の元幹部。広島県出身。ホーリーネームはガンポパ。省庁制が採用された後は、「自治省次官」となった。

## 来歴
1982年3月岡山商科大学卒業後、広島県内の証券会社に就職するが甲状腺機能亢進症を患い、まもなく退職する。その後就職した建設会社は、2ヵ月で倒産。自宅で療養しながら健康のためにヨーガをしていたことからオウム神仙の会を知り、1986年4月に入信。出家番号は4番で、最古参の信者である。オウムに触れる前から中沢新一の「虹の階梯―チベット密教の瞑想修行」を読むなど、チベット密教への関心が深かった。出家制度が設立された直後の9月5日に出家。1988年10月13日、クンダリニー・ヨーガを成就し、ガンポパのホーリーネームを授かる 。1993年2月にいったん教団を離れたが、教団の秘密を多く知っているために連れ戻され、麻原彰晃から「最後まで一緒にいないなら死んでもらうよ」と暗に言われた。その後は主に麻原の運転手を務め、彼の専用車に権力の象徴としての喜びを見出し、自身の欲望を満たしたという。
1994年7月、毒ガスの漏洩事故をきっかけとした男性信者のリンチ殺人に加担した。1995年3月、地下鉄サリン事件実行犯の一人である小池泰男の送迎を担当した。入信当時に麻原のヨーガ指導で神秘体験をしていたために麻原の力を信じ、自分の加担した殺人についても「ポア（被害者の救済）である」と思い込むことで、自己を正当化した。
1995年3月、地下鉄サリン事件の運転手役となる。「教団がやったことがすぐわかる、強制捜査の矛先を変えるどころか、強制捜査を招くことになる」と感じていた。
逮捕後、「正悟師」に昇格していた。
裁判では、検察より無期懲役が求刑され、一・二審とも求刑通りの判決が下った。最高裁に上告したが、2009年4月20日付で棄却され、刑が確定した。
2014年の平田信、2015年の高橋克也の裁判に証人として出廷した。

## 獄中より
2018年7月6日、26日の麻原彰晃・元幹部ら13名の死刑執行はNHKの昼のニュースで知り、とりわけ審理を一緒に受けた広瀬健一・豊田亨と、教団時代に親しかった井上嘉浩の執行には衝撃を受けたという。「本当にこれで良かったのか、広瀬や豊田にもっと聞いておくことはなかったのか。彼らの語ったことをどう生かし伝えていくべきか」「麻原は何も語らなかったのではなく、すべて弟子が勝手にやったと語っている」「元弟子たちの証言で事件の全容は明らかになっている」と話した。
さらに麻原について「全てを語ってくれればそれに越したことはなかったし、真実を聞きたかったという思いも確かにあります。ですが、教団での発言も、仏教、ヨガから転用した教義以外は、全てうそ、でたらめの類（たぐい）だったわけですから、事実をありのままに語るということはまずあり得ず、うそ偽りを並べ立てた時の信者への影響を考えると、沈黙した方が良かったかなという気がします。一方、沈黙を選んだことで神秘性が保たれたと考えることもできます。その結果、元教祖は今後、「殉教者」としてあがめ奉られるのでしょう。沈黙に逃げ込んだ理由がそこにあるとすれば、死してその目的を達成した」「オウムの教義は、仏教、ヨガからの転用であり、絶対的真理などではありません。信頼できる人が書いた本を読んだり、お寺のお坊さんに聞いたりして思索を重ね、自分の頭で考えてほしい。無条件に受け入れたら、私たちのような過ちを繰り返してしまう。再び事件を起こさなくても、精神を崩壊させてしまう」と語った。
2018年現在、山形刑務所に服役中である。

## 関連事件
- 薬剤師リンチ殺人事件
- オウム真理教男性現役信者リンチ殺人事件
- 地下鉄サリン事件
- オウム真理教事件